# La Cañada, El Marqués
La Cañada är en ort i Mexiko.   Den ligger i kommunen El Marqués och delstaten Querétaro Arteaga, i den centrala delen av landet, 180 km nordväst om huvudstaden Mexico City. La Cañada ligger 1 857 meter över havet och antalet invånare är 10 089.
Terrängen runt La Cañada är platt österut, men västerut är den kuperad. La Cañada ligger nere i en dal som går i öst-västlig riktning. Runt La Cañada är det ganska tätbefolkat, med 149 invånare per kvadratkilometer. Närmaste större samhälle är Santiago de Querétaro, 6,2 km väster om La Cañada. Omgivningarna runt La Cañada är en mosaik av jordbruksmark och naturlig växtlighet.